# Covor

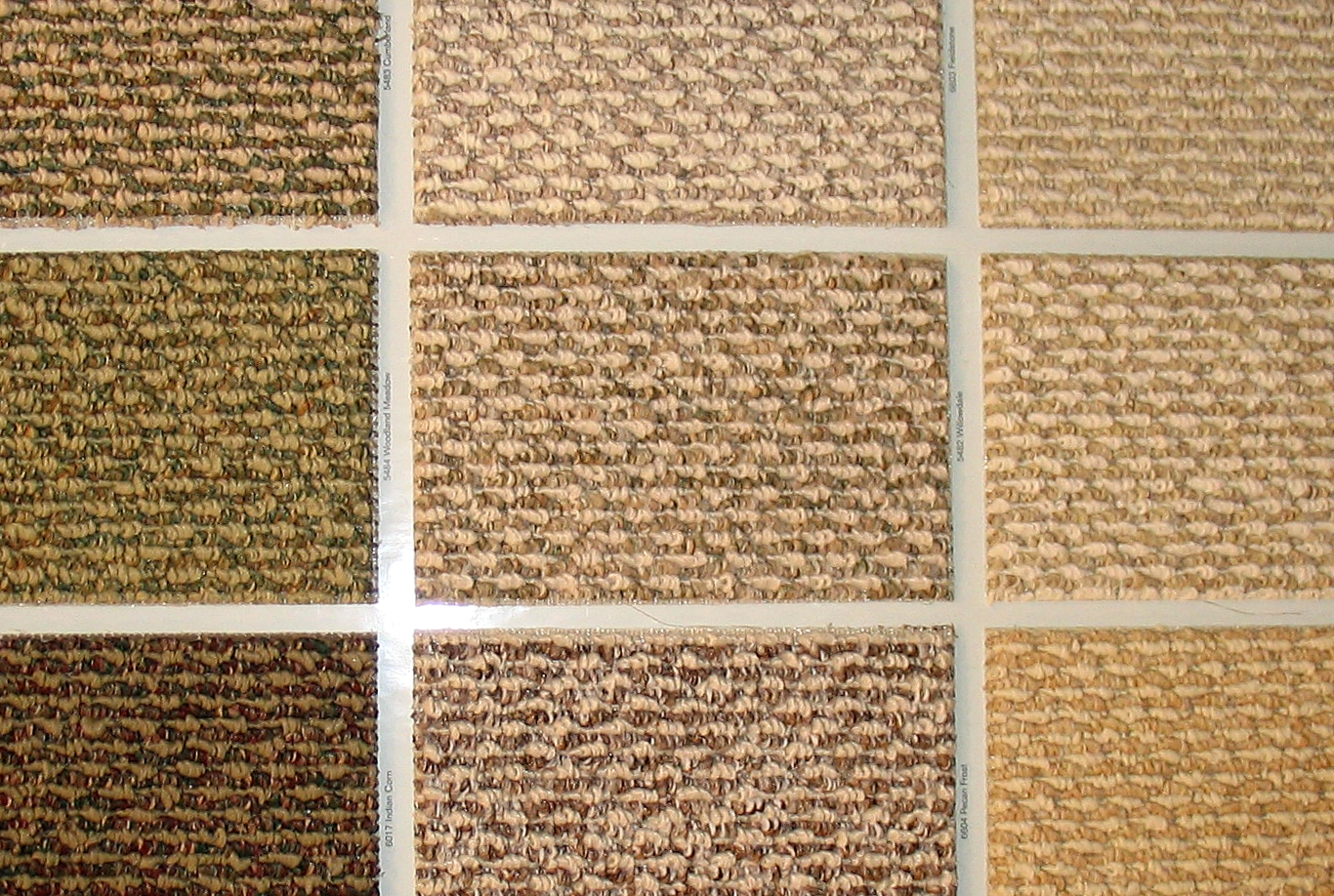
Diferite nuanțe ale unui covor

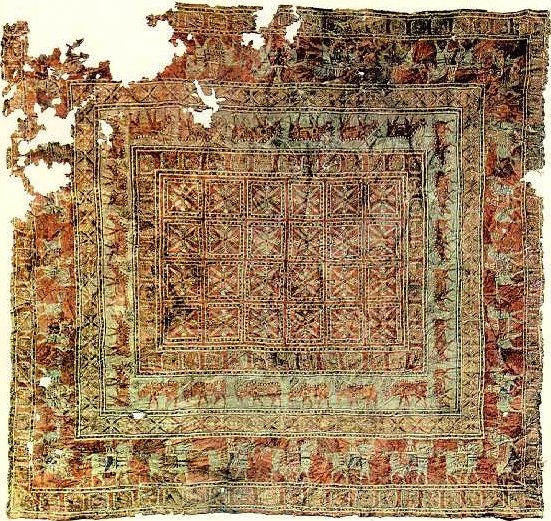
Cel mai vechi covor din lume, datând din secolul V î.Hr., descoperit în Pazîrîk, Siberia

Covorul este o țesătură groasă de lână (uneori combinată cu bumbac, cânepă, mătase) cu desene multicolore. Este destinat pentru împodobirea și termoizolarea încăperilor. În antichitate erau renumite covoarele persane. În prezent, cele mai mari centre de confecționare a covoarelor se găsesc în Caucaz, Asia Mică și Asia Mijlocie. În Europa, există puncte de confecționare a covoarelor în țări ca Polonia, România, Republica Moldova, Ungaria, Bulgaria, Franța, Germania.
Covoarele pot fi confecționate manual sau cu mecanic. În condiții casnice covoarele sunt țesute pe un război vertical sau orizontal. După tehnica alegerii ornamentului, sunt deosebite mai multe tipuri de covoare:
- netede (război, chilim, scoarță, lăicer, polog, păretar);
- țesute prin încrucișarea firelor de urzeală cu cele de bătătură;
- păroase (cergă, nițurcă);
- executate din lanțuri sau smocuri de fire de lână;
- fixate prin noduri de firele urzelii (de ex. covoarele din Caucaz, Turkmenia, Turcia, Persia).

În spațiul românesc, țesutul covoarelor este una din principalele ramuri ale artei populare. Ajunge la înflorire în sec. XVIII–înc. sec. XIX La confecționarea covoarelor românești erau folosiți coloranți naturali, care dădeau un aspect bogat în nuanțe fine. În a doua jumătate a sec. XIX valoarea artistică a covoarelor scade. Treptat, fondurile multicolore sunt înlocuite de cele închise, iar motivele sunt redate în culori stridente și reci.
În prezent, în România și Republica Moldova sunt confecționate atât covoare tradiționale românești, cât și covoare de tip contemporan (făcute din lână naturală, polipropilenă, poliester, nailon). 
Mai nou, în România sunt prezente renumitele covoare pierre cardin, ce nu permit dezvoltarea microorganismelor bacteriene.

## Sursă
- Enciclopedia sovietică moldovenească, Chișinău, vol. III, 1972, p. 312–313.